# Camponotus spinitarsus
Camponotus spinitarsus é uma espécie de inseto do gênero Camponotus, pertencente à família Formicidae.